# Sean Sellers
Sean Richard Sellers, né le 18 mai 1969  à Oklahoma City (Oklahoma) et mort exécuté par injection létale le 4 février 1999 au pénitencier de Mc Alester en Oklahoma, est un criminel américain condamné pour trois meurtres (sa mère, son beau-père et un commerçant) commis à l'âge de seize ans. Son cas a attiré l'attention médiatique, puisqu'il est devenu le plus jeune condamné à mort du pays depuis cinquante ans, relançant la question de cette sentence à un mineur et qu'il a donné de nombreux entretiens dans le couloir de la mort.

## Documentaire
- David André, Une peine infinie (2010)[1].